# Mojeidi
Mojeidi är en ö i Eritrea. Den ligger i den östra delen av landet, 210 km öster om huvudstaden Asmara.